# Conte di Cavour-klass
Conte Di Cavour-klass var en klass av italienska slagskepp. Klassen omfattade fartygen Conte di Cavour (sjösatt 1911 och sänkt 1943), Giulio Cesare (sjösatt 1911 och förlist 1955) och Leonardo da Vinci (sjösatt 1911 och förlist 1916)
Slagskeppen av Conte di Cavour-klass ingick i ett större program för fartygsbyggnation som antogs 1909 och omfattade fyra dreadnoughts. Av dessa var då en, Dante Alighieri redan under konstruktion. Dante Aligieris konstruktion med alla fyra huvudtornen i samma nivå kom dock att ådra sig mycket kritik, och därför beslutades i december 1909 att de tre återstående slagskeppen skulle byggas efter modell från de flesta övriga flottors skepp med överhöjda torn. De tre fartygen, som fick namnen Conte di Cavour, Giulio Cesare och Leonardo da Vinci var då de projekterades bland de kraftigaste i världen, även om bepansringen var sämre än många samtida fartyg. Innan de sjösatts hade de även företräffats av nya brittiska och amerikanska fartyg. 

## Leonardo da Vinci
Leonardo da Vinci byggdes vid Oderovarvet i Genua och ingick under första världskriget i italienska flottans I. division men kom som de övriga slagskeppen inte att delta i någon strid alls. 2 augusti 1916 sjönk hon på redden vid Taranto efter en inre explosion i fartyget. Hon bärgades 17 september 1919 men ströks 26 mars 1923 ur fartygsrullorna i enlighet med Washingtonkonferensen och såldes som skrot.

## Giulio Cesare
Giulio Cesare konstruerades vid Ansaldovarvet i Genua, sjösattes 15 oktober 1911 och levererades till flottan maj 1914. Hon kom att ingå i italienska flottans 1.division men deltog inte alls i strid under första världskriget. År 1923 deltog hon i en operation vid ön Korfu. År 1928 omklassades fartyget till skolfartyg och överfördes samma år till reserven. Giulio Cesare genomgick 1933–1937 omfattande ombyggnader. Hon deltog 5 maj 1938 i den stora flottparaden i Neapelbukten till Adolf Hitlers ära. Den 10 juni 1940 bildade Giulio Cesare tillsammans med sitt systerfartyg 5.divisionen inom Första eskadern och utgjorde där flaggskepp. Under striden vid Kap Stilo 9 juli träffades hon av en 15-tums projektil från HMS Warspite varvid 115 man i besättningen omkom. Hon deltog 30 augusti – 1 september 1940 tillsammans med 4 slagskepp och 10 kryssare i det resultatlösa sökandet efter en brittisk konvoj. Giulio Cesare befann sig i Taranto när hamnen anfölls av brittiska torpedflygplan 11 november men undgick skador. Dagen efter avlöpte hon till Neapel och därifrån vidare till La Spezia. Den 27 november deltog hon tillsammans med slagskeppet Vittorio Veneto och 6 tunga kryssare i slaget vid Kap Teulada. När den italienska flottan omorganiserades bildade Giulio Cesare tillsammans med Andrea Doria att bilda 5.slagskeppsdivisionen, men deltog inte i någon stridsaktivitet. I samband med ett brittiskt flyganfall mot Neapel 9 januari 1941 fick Giulio Cesare skador av bomber som detonerade nära skeppet, och fick repareras under en månad. Den 9–10 februari deltog hon i det resultatlösa sökandet efter den brittiska Styrka H som beskjutit Genua. På grund av ett förbud mot operationer med slagskepp utanför området för möjligt flygskydd deltog hon inte i några auktioner under flera månader. Den 13–19 december stod Giulio Cesare för skyddet åt en konvoj på väg till Nordafrika, men i det på grund av en brittisk attack inledda slaget vid Syrtenbukten kom hon inte att delta aktivt då hon kom att befinna sig på för stort avstånd från de fientliga fartygen. Sitt sista stridsuppdrag utförde hon 3–5 januari 1942 då hon skyddade en konvoj till Nordafrika, och utgick därefter som stridande enhet och större delen av besättningen flyttades till andra fartyg. Från januari 1943 tjänstgjorde hon som logementsfartyg i Pula. Efter vapenstilleståndet 8 september 1943 gick Giulio Cesare till Malta utan full besättning och ankom dit 12 september. Den 17–18 juni 1944 flyttades hon från Malta till Augusta och därifrån 28 juni vidare till Taranto, där hon låg till krigsslutet. Efter beslut av trepartskommissionen överlämnades hon 1948 till Sovjetunionen som krigsskadestånd. Den 3 februari 1949 övertogs hon i Valona av en sovjetiskt besättning och ankom 26 februari till Sevastopol. Den 5 mars döptes hon om till Novorossijsk. Hon genomgick 1953–1955 reparation och blev därefter i maj 1955 flaggskepp i den sovjetiska Svartahavsflottan. Den 28 oktober 1955 sjönk hon efter en explosion som troligen orsakades av att hon gått på en tysk bottenmina som lämnats kvar efter kriget. 604 man i besättningen omkom. År 1957 bärgades hon och såldes för skrotning.

## Conte di Cavour
Conte di Cavour sjösattes 10 augusti 1911 och levererades till italienska flottan i april 1914. I likhet med systerfartyget Giulio Cesare kom att ingå i italienska flottans 1.division och deltog inte alls i strid under första världskriget. Hon deltog i operationen vid ön Korfu 1923 och genomgick ombyggnad 1933–1937. Hon deltog i slaget vid Kap Stilo 9 juli 1940 och operationen mot den brittiska konvojen 30 augusti – 1 september samma år. I samband med att brittiska torpedflygplan av typen Swordfish attackerade Tarantos hamn 11 november 1940 blev Conte di Cavour träffad av en torped och sjönk på grunt vatten. 17 man omkom. Hon bärgades i juli 1941 och bogserades till Trieste för reparationer men kom aldrig att återgå i tjänst. Den 10 september 1943 sänktes hon på grunt vatten för att inte falla i tyskarnas händer, och bärgades därpå på nytt av tyskarna. Den 15 februari 1945 sänktes hon av amerikanskt flyg. Resterna av Conte di Cavours skrov bärgades delvis 1947–1952 och såldes som skrot.